# 內閣府特命擔當大臣（沖繩及北方對策擔當）
內閣府特命擔當大臣（沖繩及北方對策擔當）（日语：／）是日本的國務大臣。為內閣府特命擔當大臣之一。通稱沖繩及北方對策擔當大臣。

## 概要

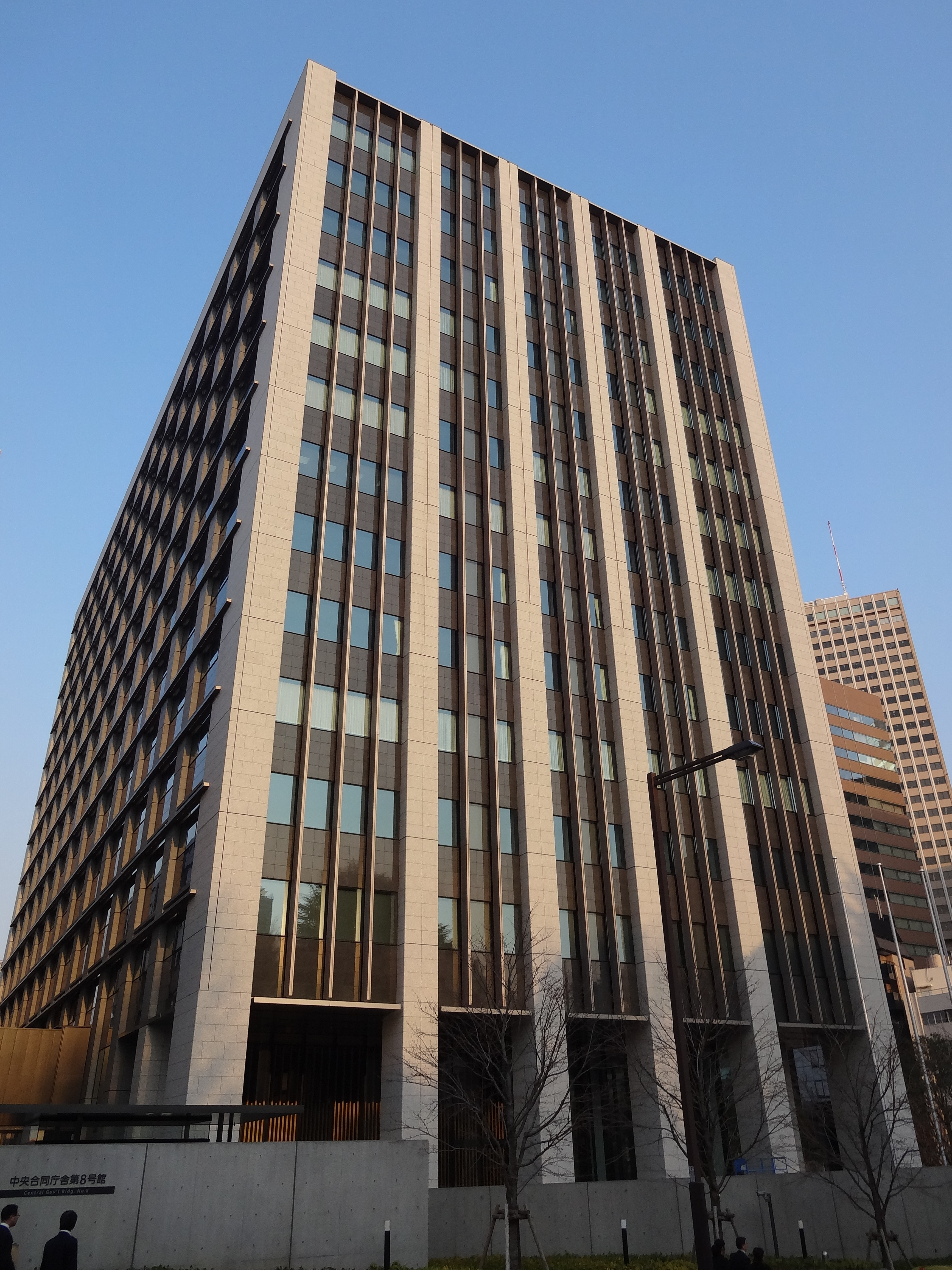
內閣府政策統括官（沖繩政策擔當）、內閣府沖繩振興局、北方對策本部所在的中央合同廳舍第8號館

為日本內閣府的內閣府特命擔當大臣之一。主要負責沖繩政策與北方領土政策。
具體上，職責包含沖繩縣各問題的對應、沖繩縣基礎建設整備、沖繩縣振興開發、沖繩振興開發金融公庫業務、沖繩縣土地位置邊界明確化等相關政策。另還負責北方地域各問題的對應、北方領土問題的啓發、北方地域舊住民的援助措施、日本本土與北方地域的身分證明等文件製作、日本本土與北方地域之間的問題連繫、斡旋、處置等相關政策。
內閣府負責沖繩政策的組織有內部部局政策統括官（沖繩政策擔當）所屬組織，與內部部局沖繩振興局、地方支分部局沖繩綜合事務所、審議會等沖繩振興審議會等。另外，內閣府負責北方領土政策的組織有特別機關北方對策本部等。這些皆為內閣府特命擔當大臣（沖繩及北方對策擔當）所負責的組織。
內閣府特命擔當大臣為了靈活應對各種課題，隨著政權變動，其職稱有可能隨之變動。但內閣府特命擔當大臣（沖繩及北方對策擔當）是內閣府設置法所明定之職務。其他也被內閣府設置法所指定的還有內閣府特命擔當大臣（金融擔當）與內閣府特命擔當大臣（消費者及食品安全擔當）。
依據內閣府設置法，內閣府特命擔當大臣（沖繩及北方對策擔當）同時就任北方對策本部長。北方對策本部長是北方對策本部首長，總管北方對策本部事務。另外，若有需要，可請求相關行政機關首長提出資料、陳述意見等進行合作。

## 沿革
隨著中央省廳再編，2001年1月6日成立內閣府。原總理府外局沖繩開發廳等管理的沖繩政策移交給內閣府。而總務廳的特別機關北方對策本部等所管之北方領土政策也交給內閣府。同時，設立特命擔當大臣制度。同日成立第2次森改造內閣（中央省廳再編後），日本眾議院議員橋本龍太郎就任「沖繩及北方對策擔當大臣」。之後的各內閣仍維持「沖繩及北方對策擔當大臣」作為沖繩政策與北方領土政策的特命擔當大臣。
2003年9月22日成立的第1次小泉第2次改造內閣將職稱改為「內閣府特命擔當大臣（沖繩及北方對策擔當）」，由眾議院議員茂木敏充出任。該職位持續至今。

## 名稱
任命分為三階段。首先是「任命為國務大臣」，接著對該國務大臣「任命為內閣府特命擔當大臣」，然後在對該內閣府特命擔當大臣「任命為沖繩及北方對策擔當」。該人事令在『官報』所掲載的是「內閣府特命擔當大臣（沖繩及北方對策擔當）」。另外，2001年1月至2003年9月為止是稱為「沖繩及北方對策擔當大臣」。媒體報常簡稱為「沖繩·北方對策擔當大臣」、「沖繩·北方對策擔當相」、「沖繩北方對策擔當大臣」、「沖繩北方對策擔當相」、「沖繩·北方擔當大臣」、「沖繩·北方擔當相」、「沖繩北方擔當大臣」、「沖繩北方擔當相」、「沖繩·北方大臣」、「沖繩·北方相」、「沖繩北方大臣」、「沖繩北方相」、「沖北擔當相」、「沖北相」，或是依據報導對象的區域不同而稱「沖繩相」、「北方相」。英語寫作「Minister of State for Okinawa and Northern Territories Affairs」。

## 歷代大臣
| 代                                       | 姓名                   | 姓名                   | 內閣                   | 內閣                        | 就任日                 | 卸任日                 | 黨派                   | 備註                   |
| 沖繩及北方對策擔當大臣                   | 沖繩及北方對策擔當大臣 | 沖繩及北方對策擔當大臣 | 沖繩及北方對策擔當大臣 | 沖繩及北方對策擔當大臣      | 沖繩及北方對策擔當大臣 | 沖繩及北方對策擔當大臣 | 沖繩及北方對策擔當大臣 | 沖繩及北方對策擔當大臣 |
| ---------------------------------------- | ---------------------- | ---------------------- | ---------------------- | --------------------------- | ---------------------- | ---------------------- | ---------------------- | ---------------------- |
| 1                                        |                        | 橋本龍太郎             | 第2次森內閣            | 改造內閣 （中央省廳再編後） | 2001年1月6日           | 2001年4月26日          | 自由民主黨             |                        |
| 2                                        |                        | 尾身幸次               | 第1次小泉內閣          | 第1次小泉內閣               | 2001年4月26日          | 2002年9月30日          | 自由民主黨             |                        |
| 3                                        |                        | 細田博之               |                        | 第1次改造內閣               | 2002年9月30日          | 2003年9月22日          | 自由民主黨             |                        |
| 內閣府特命擔當大臣（沖繩及北方對策擔當） |                        |                        |                        |                             |                        |                        |                        |                        |
| 1                                        |                        | 茂木敏充               | 第1次小泉內閣          | 第2次改造內閣               | 2003年9月22日          | 2003年11月19日         | 自由民主黨             |                        |
| 2                                        | 第2次小泉內閣          | 第2次小泉內閣          | 2003年11月19日         | 2004年9月27日               | 再任                   |                        | 自由民主黨             |                        |
| 3                                        |                        | 小池百合子             |                        | 改造內閣                    | 2004年9月27日          | 2005年9月21日          | 自由民主黨             |                        |
| 4                                        | 第3次小泉內閣          | 第3次小泉內閣          | 2005年9月21日          | 2005年10月31日              | 再任                   |                        | 自由民主黨             |                        |
| 4                                        |                        | 小池百合子             | 改造內閣               | 2005年10月31日              | 2006年9月26日          |                        | 自由民主黨             |                        |
| 5                                        |                        | 高市早苗               | 第1次安倍內閣          | 第1次安倍內閣               | 2006年9月26日          | 2007年8月27日          | 自由民主黨             |                        |
| 6                                        |                        | 岸田文雄               |                        | 改造內閣                    | 2007年8月27日          | 2007年9月26日          | 自由民主黨             |                        |
| 7                                        | 福田康夫內閣           | 福田康夫內閣           | 2007年9月26日          | 2008年8月2日                | 再任                   |                        | 自由民主黨             |                        |
| 8                                        |                        | 林幹雄                 |                        | 改造內閣                    | 2008年8月2日           | 2008年9月24日          | 自由民主黨             |                        |
| 9                                        |                        | 佐藤勉                 | 麻生內閣               | 麻生內閣                    | 2008年9月24日          | 2009年7月2日           | 自由民主黨             |                        |
| 10                                       |                        | 林幹雄                 | 麻生內閣               | 麻生內閣                    | 2009年7月2日           | 2009年9月16日          | 自由民主黨             |                        |
| 11                                       |                        | 前原誠司               | 鳩山由紀夫內閣         | 鳩山由紀夫內閣              | 2009年9月16日          | 2010年6月8日           | 民主黨                 |                        |
| 12                                       | 菅直人內閣             | 菅直人內閣             | 2010年6月8日           | 2010年9月17日               | 再任                   |                        | 民主黨                 |                        |
| 13                                       |                        | 馬淵澄夫               |                        | 第1次改造內閣               | 2010年9月17日          | 2011年1月14日          | 民主黨                 |                        |
| 14                                       |                        | 枝野幸男               |                        | 第2次改造內閣               | 2011年1月14日          | 2011年9月2日           | 民主黨                 |                        |
| 15                                       |                        | 川端達夫               | 野田內閣               | 野田內閣                    | 2011年9月2日           | 2012年10月1日          | 民主黨                 |                        |
| 15                                       | 第1次改造內閣          | 川端達夫               |                        |                             | 2011年9月2日           | 2012年10月1日          | 民主黨                 |                        |
| 15                                       | 第2次改造內閣          | 川端達夫               |                        |                             | 2011年9月2日           | 2012年10月1日          | 民主黨                 |                        |
| 16                                       |                        | 樽床伸二               |                        | 第3次改造內閣               | 2012年10月1日          | 2012年12月26日         | 民主黨                 |                        |
| 17                                       |                        | 山本一太               | 第2次安倍內閣          | 第2次安倍內閣               | 2012年12月26日         | 2014年9月3日           | 自由民主黨             |                        |
| 18                                       |                        | 山口俊一               |                        | 改造內閣                    | 2014年9月3日           | 2014年12月24日         | 自由民主黨             |                        |
| 19                                       | 第3次安倍內閣          | 第3次安倍內閣          | 2014年12月24日         | 2015年10月7日               | 再任                   |                        | 自由民主黨             |                        |
| 20                                       |                        | 島尻安伊子             |                        | 第1次改造內閣               | 2015年10月7日          | 2016年8月3日           | 自由民主黨             |                        |
| 21                                       |                        | 鶴保庸介               |                        | 第2次改造內閣               | 2016年8月3日           | 2017年8月3日           | 自由民主黨             |                        |
| 22                                       |                        | 江崎鐵磨               |                        | 第3次改造內閣               | 2017年8月3日           | 2017年11月1日          | 自由民主黨             |                        |
| 23                                       | 第4次安倍內閣          | 第4次安倍內閣          | 2017年11月1日          | 2018年2月27日               | 再任                   |                        | 自由民主黨             |                        |
| 24                                       | 第4次安倍內閣          | 第4次安倍內閣          |                        | 福井照                      | 2018年2月27日          | 2018年10月2日          | 自由民主黨             |                        |
| 25                                       |                        | 宮腰光寛               |                        | 第1次改造內閣               | 2018年10月2日          | 2019年9月11日          | 自由民主黨             |                        |
| 26                                       |                        | 衛藤晟一               |                        | 第2次改造內閣               | 2019年9月11日          | 2020年9月16日          | 自由民主黨             |                        |
| 27                                       |                        | 河野太郎               | 菅义伟内阁             | 菅义伟内阁                  | 2020年9月16日          | 2021年10月4日          | 自由民主黨             |                        |
| 28                                       |                        | 西銘恒三郎             | 第1次岸田內閣          | 第1次岸田內閣               | 2021年10月4日          | 2021年11月10日         | 自由民主黨             |                        |
| 29                                       | 第2次岸田內閣          | 第2次岸田內閣          | 2021年11月10日         | 2022年8月10日               |                        |                        | 自由民主黨             |                        |
| 30                                       |                        | 岡田直樹               |                        | 第1次改造內閣               | 2022年8月10日          | 2023年9月13日          | 自由民主黨             |                        |
| 31                                       |                        | 自見英子               |                        | 第2次改造內閣)              | 2023年9月13日          |                        | 自由民主黨             |                        |

- 內閣府特命擔當大臣由於任命多人，通常不會以任數表述。但本表為了方便閱讀而加上任數。
- 沒有人事令的留任不計載就任日。
- 黨派為就任時或內閣成立時的所屬政黨。
- 第1次小泉第1次改造內閣以前稱為「沖繩及北方對策擔當大臣」，由於法律上為同質職位，因此一起表列。

## 外部連結
- 大臣、副大臣、大臣政務官 - 內閣府 （页面存档备份，存于）
- 內閣府 （页面存档备份，存于）
- 歡迎來到沖繩擔當部局網站（页面存档备份，存于） - 內閣府政策統括官（沖繩政策擔當）、內閣府沖繩振興局的官方網站
- 内閣府沖繩綜合事務局（页面存档备份，存于）
- 北方對策本部 （页面存档备份，存于）